# ジェレミ・ピノ
ジェレミ・ヘスス・ピノ・サントス（Yeremi Jesús Pino Santos, 2002年10月20日 - ）は、スペイン・カナリア諸島州ラス・パルマス県ラス・パルマス・デ・グラン・カナリア出身のサッカー選手。ラ・リーガ・ビジャレアルCF所属。スペイン代表。ポジションはMF。

## 経歴

### クラブ
2014年に地元のUDラス・パルマスのカンテラに入所。当時からその素質が評価され、2017年にはFCバルセロナとビジャレアルCFが獲得に乗り出し、ビジャレアルと契約。2019年にCチームに昇格し、テルセーラ・ディビシオンで20試合3ゴールを記録。
2020-21シーズンは当初はBチームで迎える予定だったが、監督ウナイ・エメリに見出され、2種登録の形で飛び級でトップチームに昇格。2020年10月25日のカディスCF戦でラ・リーガ初出場。更に4日後のUEFAヨーロッパリーグのカラバフFK戦では、途中出場ながらプロ初ゴールを記録。12月22日のアスレティック・ビルバオ戦では、後半29分に1-1の同点に追いつくリーガ初ゴールを決めた。
翌2021-22シーズンの2022年2月27日、ラ・リーガのRCDエスパニョール戦にて前半だけで右足、左足、ヘディングでパーフェクト・ハットトリックを達成し、その後1点を追加した。この時ピノは19歳だったが、1928年から始まったラ・リーガの歴史において、20歳以下で4得点を挙げた選手はわずか6人しかおらず、パーフェクト・ハットトリックを達成したビジャレアル史上初の選手となった。

### 代表
2021年9月30日、UEFAネーションズリーグ2020-21に向けたスペイン代表に初選出された。10月6日、UEFAネーションズリーグ・準決勝のイタリア戦で途中出場から代表デビューを果たした。2022年3月29日、親善試合として行われたアイスランド代表との試合にて、47分に代表初ゴールを挙げた。
2022年11月11日、2022 FIFAワールドカップに臨むメンバーの1人に選ばれた。

## 個人成績

### クラブ
2022年10月18日現在
| クラブ         | シーズン | リーグ     | リーグ戦 | リーグ戦 | カップ戦 | カップ戦 | 国際大会 | 国際大会 | 合計 | 合計 |
| クラブ         | シーズン | リーグ     | 出場     | 得点     | 出場     | 得点     | 出場     | 得点     | 出場 | 得点 |
| -------------- | -------- | ---------- | -------- | -------- | -------- | -------- | -------- | -------- | ---- | ---- |
| ビジャレアルCF | 2020–21  | ラ・リーガ | 24       | 3        | 4        | 3        | 9        | 1        | 37   | 7    |
| ビジャレアルCF | 2021–22  | ラ・リーガ | 31       | 6        | 1        | 0        | 8        | 1        | 40   | 7    |
| ビジャレアルCF | 2022–23  | ラ・リーガ | 8        | 1        | -        | -        | 4        | 0        | 12   | 1    |
| 総通算         | 総通算   | 総通算     | 63       | 10       | 5        | 3        | 21       | 2        | 89   | 15   |

## 代表歴

### 出場大会
- スペイン代表
  - 2021年 - UEFAネーションズリーグ2020-21
  - 2022年 - 2022 FIFAワールドカップ
  - 2023年 - UEFAネーションズリーグ2022-23

### 試合数
- 国際Aマッチ 12試合 2得点（2021年 - ）[11]

| スペイン代表 | 国際Aマッチ | 国際Aマッチ |
| 年           | 出場        | 得点        |
| ------------ | ----------- | ----------- |
| 2021         | 2           | 0           |
| 2022         | 5           | 1           |
| 2023         | 5           | 1           |
| 2024         |             |             |
| 通算         | 12          | 2           |

### 得点
| # | 開催日        | 開催地                                       | 対戦国       | スコア | 結果 | 大会                          |
| - | ------------- | -------------------------------------------- | ------------ | ------ | ---- | ----------------------------- |
| 1 | 2022年3月39日 | ア・コルーニャ, エスタディオ・デ・リアソール | アイスランド | 3-0    | 5-0  | 親善試合                      |
| 2 | 2023年6月15日 | エンスヘデ, デ・フロルーシュ・フェステ       | イタリア     | 1-0    | 2-1  | UEFAネーションズリーグ2022-23 |

## タイトル

### クラブ
ビジャレアル
- UEFAヨーロッパリーグ: 2020-21

### 代表
スペイン代表
- UEFAネーションズリーグ: 2022-23